# Emil Andersson (konstnär)
Emil Andersson, född 27 februari 1877 i Varberg, död 16 september 1947 i Varberg, var en svensk målarmästare och konstnär.
Andersson drev en målerirörelse i Falkenbäck  och från 1918 en färghandel i Varberg. Vid sidan av sitt arbete som målare var Andersson verksam som konstnär. Hans konst består av porträtt och miljöbilder från Varberg och dess omedelbara omgivningar utförda i olja.